# Pancorius tagorei
Pancorius tagorei là một loài nhện trong họ Salticidae. Loài này được phát hiện ở Ấn Độ.